# Enfermería del cuidado crítico
La enfermería en cuidados críticos es una especialidad de la profesión de Enfermería que, fundamentada en dicha ciencia, se dedica al cuidado del paciente crítico. Esta especialidad se denomina también enfermería en cuidados intensivos. Es una rama de la enfermería que se caracteriza por la autonomía que tienen estos profesionales respecto a la toma de decisiones. La capacidad y preparación de estos enfermeros es considerada la más alta de un hospital. Las enfermeras repentizadas en este tipo de especialidad deben estudiar primero la licenciatura y  un curso pot-técnico de 12 meses en el estado de Puebla, México.
La importancia del desarrollo de esta especialidad de manera científica y de su enseñanza en escuelas de Enfermería radica en que todo profesional, en algún momento a lo largo de su carrera profesional estará en contacto con un paciente en estado crítico.
La Unidad de Terapia Intensiva (UTI) es un área conformada por profesionales especializados en medicina crítica y terapia intensiva, que cuenta con equipamiento tecnológico diverso; en la Unidad están hospitalizados pacientes con alteraciones de sus funciones vitales y con alto riesgo para la vida por su enfermedad, con alta predisposición para desarrollar complicaciones sistémicas a lo largo de su hospitalización. Sin duda, este peligro puede ser reversible con tratamientos y cuidados especiales del personal de la Unidad. 
Los pacientes que requieren de Cuidados Intensivos, se encuentran en reposo prolongado ya sea por alguna circunstancia patológica como ser: traumatismo cráneo encefálico, Síndrome de Guillain Barré, lesiones medulares, complicaciones por su enfermedad de ingreso, complicaciones postoperatorias, sedación prolongada, inmovilidad, efectos por las Terapias de Reemplazo Renal Continuo y Ventilación Mecánica Invasiva o no Invasiva, o por una medida terapéutica, como los estados de coma inducidos farmacológicamente. 
El factor de riesgo que con mayor frecuencia predispone al desarrollo de complicaciones sistémicas en el paciente crítico, es sin duda la reducida movilidad corporal o el reposo prolongado; esta situación sumado a la condición inestable del paciente por su enfermedad de base, amerita mayor estadía hospitalaria en la Unidad de Cuidados Intensivos con un alto riesgo de adquirir patologías y complicaciones adicionales. Frecuentemente los pacientes  de la UTI permanecen en cama y conectados a ventiladores mecánicos; si bien esto favorece la curación del órgano afectado, igualmente causa un enorme deterioro de los órganos no afectados, comprometiendo no sólo a un sistema, sino prácticamente a todos los sistemas del organismo, haciéndolo susceptible de perder las capacidades motoras y el desarrollo de diferentes complicaciones: a nivel del sistema tegumentario, nervioso, circulatorio, endocrino, gastrointestinal, genitourinario, músculo esquelético y los más importantes sistemas respiratorio y cardíaco; de esta manera, el Síndrome de Desacondicionamiento Físico (SDF) genera múltiples impactos en los diferentes sistemas corporales.

- Datos: Q5832746